# Сикорник (холм)

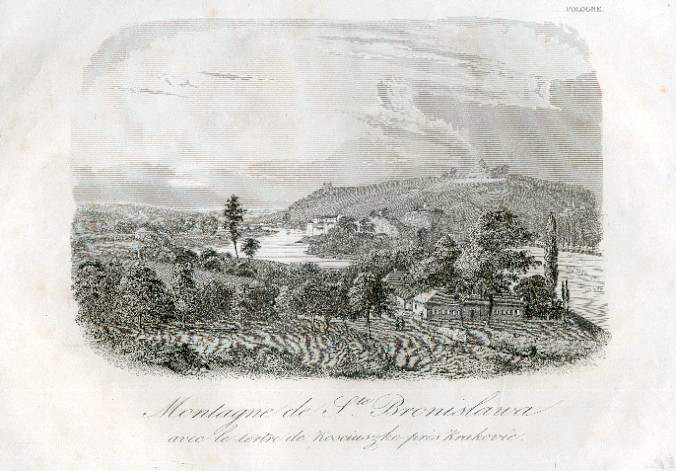
Открытка с видом холма блаженной Брониславы и кургана Костюшко, 1836 г.

Сико́рник (пол. Sikornik) — холм в Кракове между реками Рудава и Висла.

## География
Холм находится в восточной части холмистой системы под названием «Пасмо-Совиньца». От главного массива Сикорник отделяется широким Пшегожальским перевалом, через который проходят краковская улица Ёдлова.
Сикорник имеет в длину около 3 километров; в его восточной части в устье реки Рудавы располагается оседле Сальватор. Высота холма составляет 333 метров над уровнем моря.
Крутые склоны Сикорника, покрытые лиственными лесами, изрезаны оврагами и балками, самым известным из которых является овраг под названием «Лисьи ямы». На открытых разрезах оврагов заметны отложения юрского периода.
В будущем планируется провести через холм тоннель, который будет частью Третьей объездной дороги.

## Достопримечательности
- В 1823 году на вершине Сикорника был сооружён Курган Костюшко;
- Около 150 лет холм имеет альтернативное название «Холм блаженной Брониславы», связанное с жизнью отшельницы блаженной Брониславы, которая в XIII веке проживала на Сикорнике. В 1702 году на Сиорнике была монахинями-норбертанками построена часовня блаженной Брониславы, которая была снесена в 1850 году австрийскими властями во время строительства фортификационных сооружений на Сикорнике. В 1853 году на восточной стороне кургана Костюшко была построена современная неоготическая часовня блаженной Брониславы.